# Pala del timón

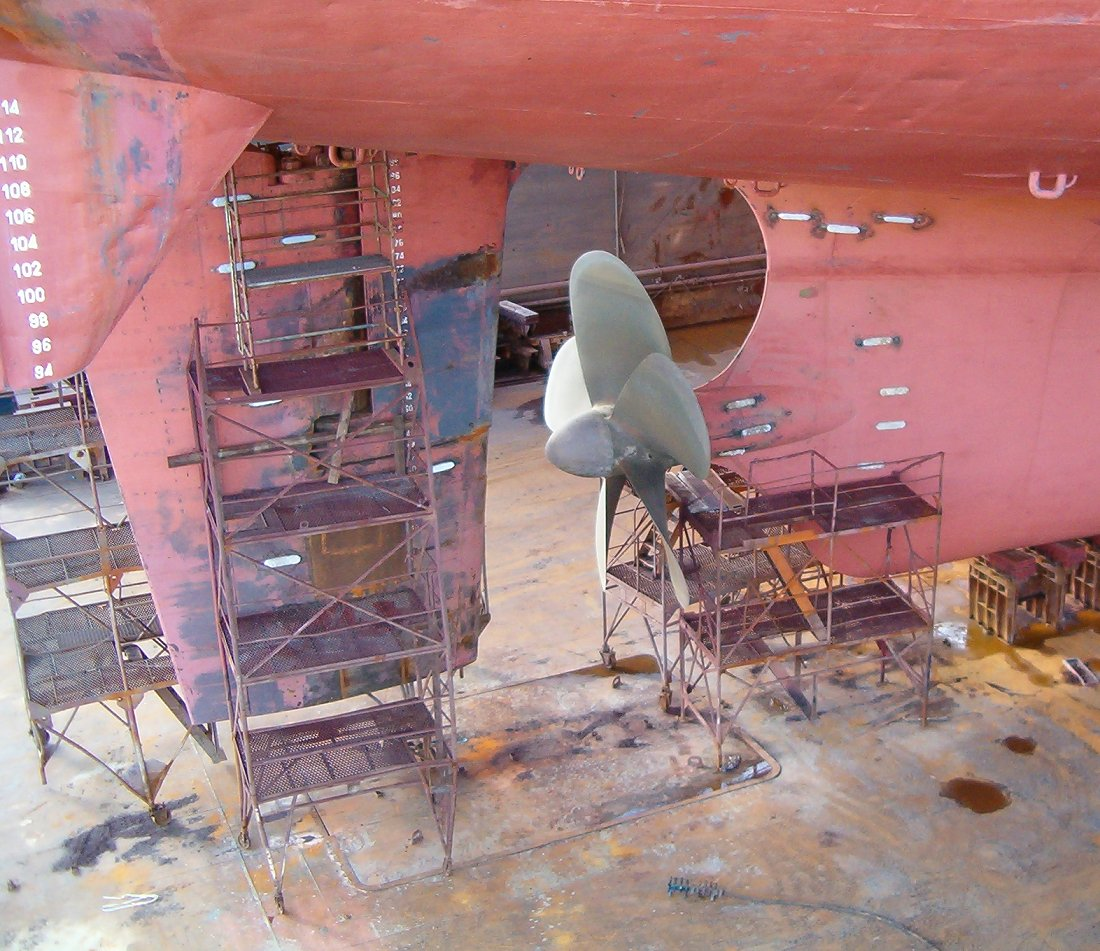
Pala del timón de un buque de carga en curso de reparación.

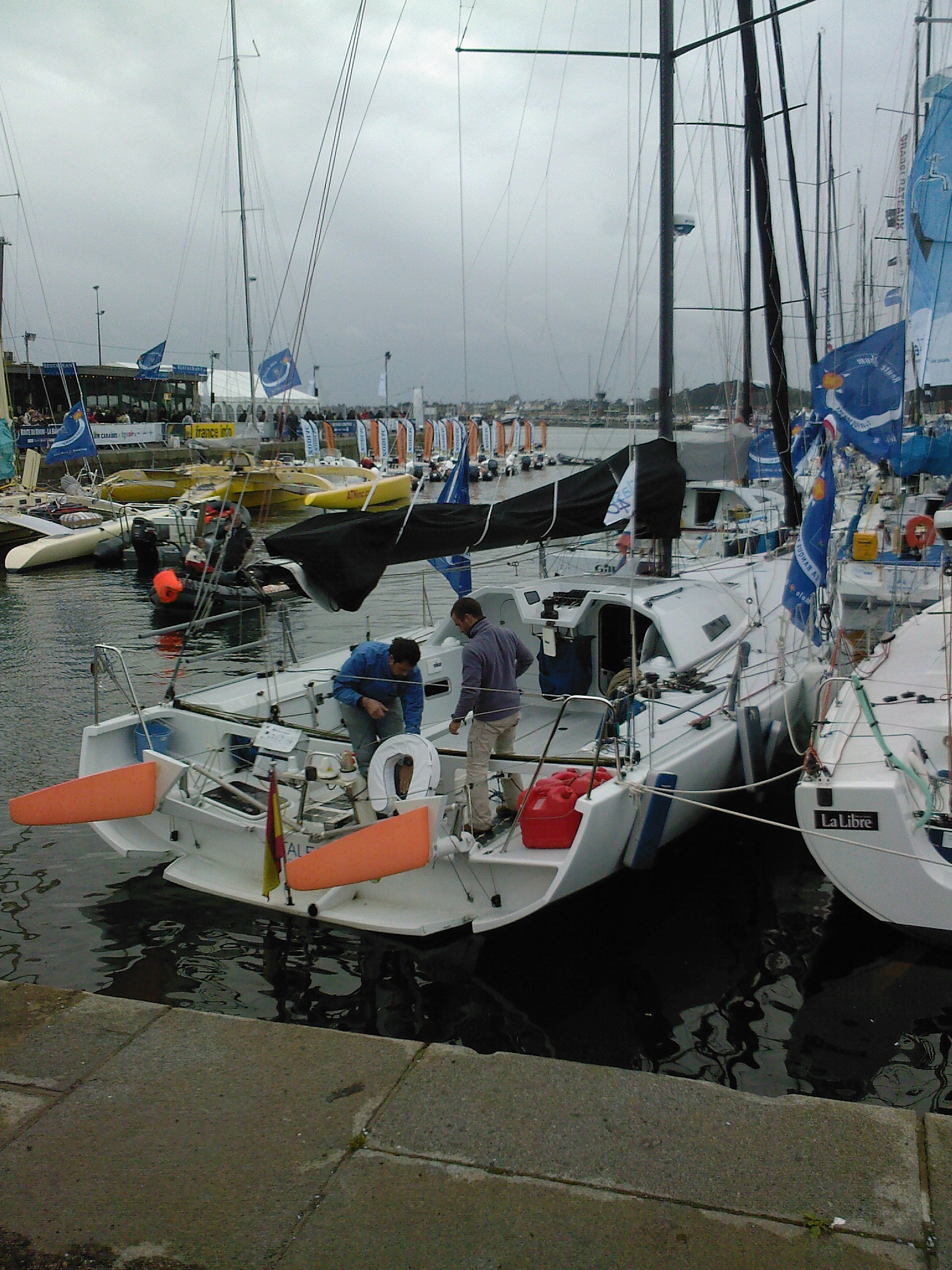
Palas plegables de un velero.

En náutica, la pala del timón es, junto a la madre del timón, una de las partes del timón de un barco. Está constituida por un plano vertical que puede pivotar a fin de desviar el flujo del agua bajo el casco para cambiar la dirección de la embarcación. Su efecto se incrementa en un barco con hélice, porque el flujo de agua es acelerado en la adyacencia de la pala. 
Antiguamente, la pala por lo regular era de una madera ligera, compuesta de varias piezas que se llaman azafranes, y su largo no acompañaba a la madre sino desde el pie del timón hasta ocho o diez pulgadas más arriba de la línea de flotación.
Existen diversos sistemas de gobierno sin pala del timón, como por ejemplo la propulsión por azipods, los propulsores de tipo Z-drive o los hidrojets (Véase el artículo propulsión marítima. En un velero la pala del timón es necesaria, pero puede ser reemplazada por un remo de cola, es posible aunque muy difícil de gobernar sin ella, con una excepción: el windsurf, cuyo control  direccional se obtiene mediante el desplazamiento longitudinal de la vela y los movimientos del windsurfista.
Le pala puede estar dispuesta en voladizo (se dice «suspendida») bajo el casco, o fijada al travesaño trasero o al codaste mediante herrajes machos y hembras llamados machos del timón y hembras de timón; puede también ser articulada en la parte de abajo en una chumacera, situada en la extremidad del talón de la quilla.
La pala del timón puede estar formada por dos partes articuladas verticalmente (sistema Becker).
En algunos veleros es elevable como la deriva (utilización durante los atraques en una playa u orilla arenosa).
Se encuentran palas dobles de timón en algunos veleros de placer, catamaranes o monocascos. Este sistema permite una eficacia mayor cuando el velero está escorado (inclinado).

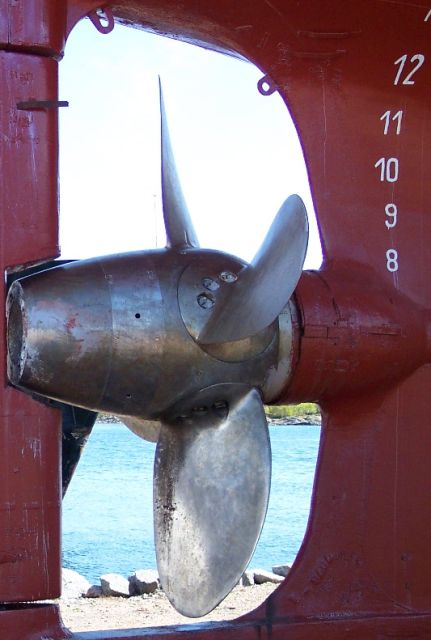
Pala de timón montada sobre una chumacera
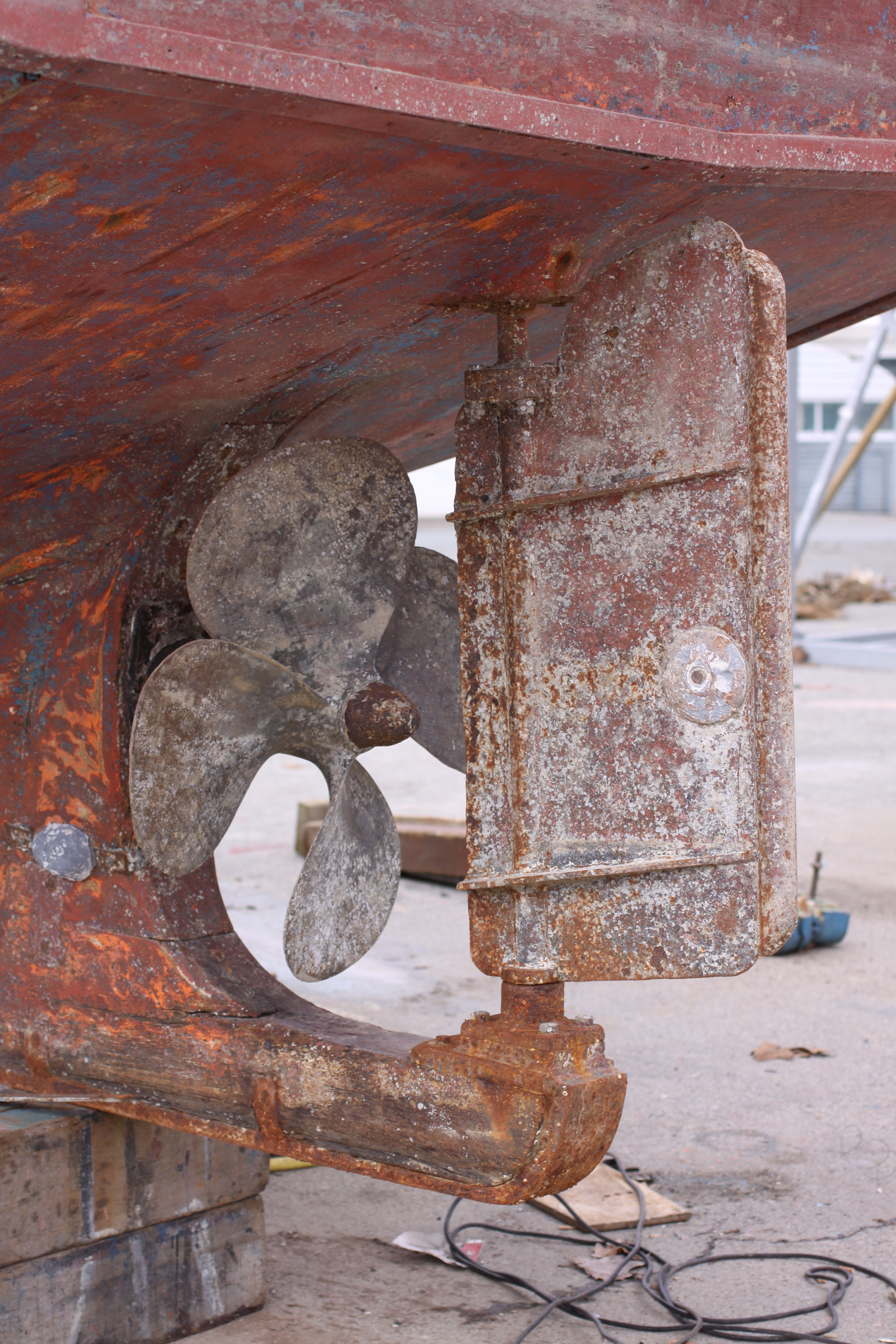
Pala de timón de una trainera montada en una chumacera.
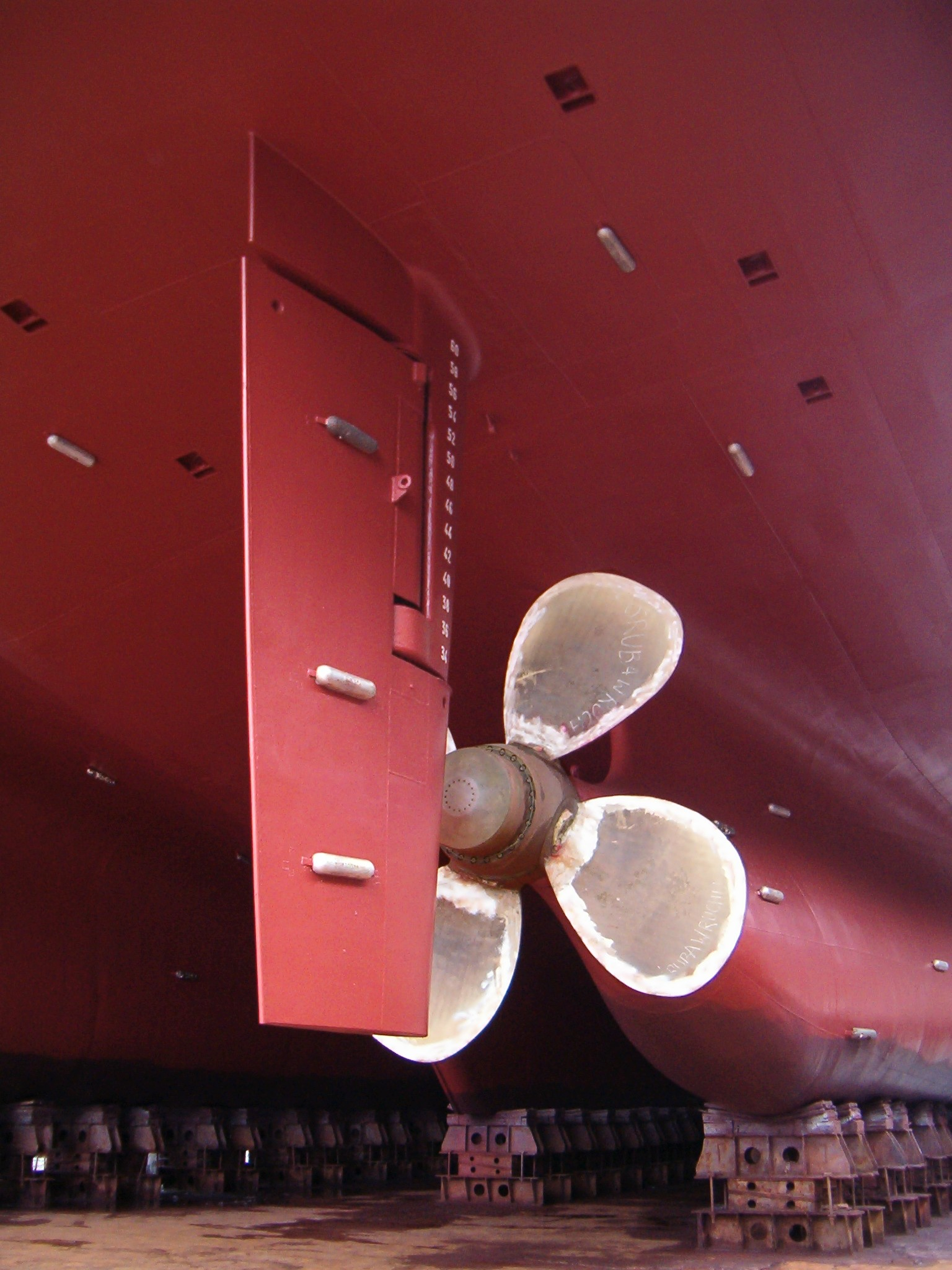
Pala de timón semisuspendida.
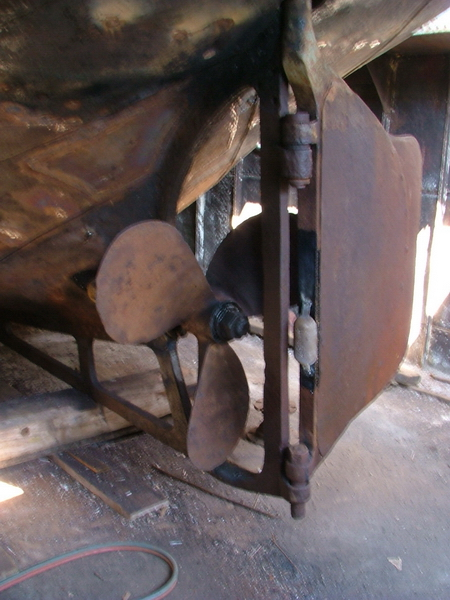
Pala de timón fijada mediante un juego de machos y hembras de timón